# پوکر در رختخواب
پوکر در رختخواب (انگلیسی: Poker in Bed) یک کمدی سکسی سبک ایتالیایی به کارگردانی جولیانو کارنیمئو است که در سال ۱۹۷۴ منتشر شد.

## بازیگران
- ادویژ فنش
- کارلو جوفره
- کارلو دله پیانه
- اورسته لیونلو
- انتسو کاناواله
- فرانکا والری
- دیدی پرگو
- جیجی بالیستا
- لیا تانتسی
- انتسو آندرونیکو
- آدریانا فاکتی